# Вітон
Вітон (швед. Vitån) — річка на півночі Швеції, у лені Норрботтен. Площа басейну  —  518,7 км²,  середня річна витрата води — 4,91 м³/с. 
Більшу частину басейну річки — 73,29 % — займають ліси, території сільськогосподарського призначення займають 2,58 %, болота — 17,6 %, поверхня річок і озер — 6,17 %, інше — 0,36 %. 